# 張均
張 均（ちょう きん、生没年不詳）は、中国唐の玄宗時期に仕えた政治家。宰相とされる張説の長男であるが、安史の乱の際、安禄山に仕え、宰相に取り立てられたため、配流された。弟に張垍・張埱がいる。       

## 略歴
洛陽の人で、文章詩句に長けていた。太子通事舎人から郎中、中書舎人にまで昇進した。開元17年（729年）には、左丞相である父の張説から京官（長安にいる官僚）の査定評価で「上の下」の評価をもらった。しかし、当時の人々は不公平とは考えなかったと伝えられる。
開元18年（730年）に父の死後、燕国公を襲名する。戸部侍郎・兵部侍郎を歴任するが、連座の罪により、饒州・蘇州の刺史に左遷される。長年かかって、また兵部侍郎に復帰した。自らを宰相の才と自負していたが、李林甫によって妨害されていたと伝えられる。天宝9載（750年）、刑部尚書となる。
天宝11載（752年）、李林甫の死後、陳希烈を頼り、昇進の道を歩もうとしたが、楊国忠によって陳希烈は解任される。さらに、弟の張垍の罪に連座し、建安郡太守に左遷させられる。長安に戻った後、大理卿となるが、常に鬱々とした状態であったと伝えられる。天宝14載（755年）、安史の乱が勃発し、至徳元載（756年）、長安陥落時に安禄山に降伏し、中書令に任命された。
至徳2載（757年）、唐軍の洛陽奪回時に陳希烈・張垍・達奚珣とともに、唐軍に降伏した。皆、死罪にあたった。しかし、房琯が「張説の家が滅亡してしまう」と主張し苗晋卿に会い、取りなしを依頼した。粛宗は、張説に自分の誕生の時に助けられたことがあったため、張均の死罪を免じ、合浦に配流した。
建中初年に、太子少傅が贈られ、子の張㠓は徳宗に仕え、中書舎人に任じられた。

## 伝記資料
- 『旧唐書』巻九十七 列伝第四十七「張説伝」
- 『新唐書』巻百二十五 列伝第五十「張説伝」